# Milejewska Góra
Der Milejewska Góra (deutsch Butterberg; übertragen Trunzer Berg) galt mit 197 m n.p.m. lange als der höchste Berg der Wysoczyzna Elbląska (Elbinger Höhe) im nördlichen Polen. Er befindet sich in der Woiwodschaft Ermland-Masuren, ungefähr zehn Kilometer nordöstlich von Elbląg (Elbing) und einen Kilometer nordwestlich von Milejewo (Trunz). Nach diesem Ort erhielt er 1958 seinen offiziellen Namen, bekannt ist er auch in der polnischen Übersetzung von Butterberg als Góra Maslana.
Die Elbinger Höhe gehört seit 1985 zum Landschaftsschutzpark Park Krajobrazowy Wysoczyzny Elbląskiej. Sie ist Teil des Baltischen Landrücken, der als Moräne vom skandinavischen Inlandeis südlich der Ostsee aufgeschüttet wurde.
In jüngerer Zeit wurde der etwas westlich gelegene Góra Srebrna mit 198,5 Metern als höchster Punkt der Anhöhe ermittelt.